# تشويه الطور

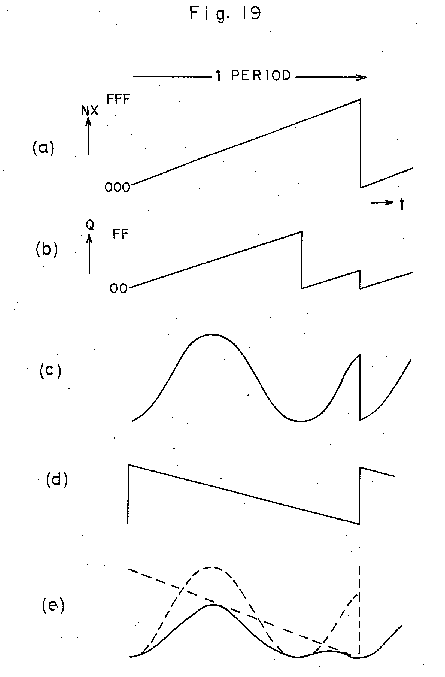
شكل مش أشكال تشوه طور الموجة

تشويه الطور في معالجة الإشارات، هو تشويه الطور أو ما يسمى بتشويه تردد الطور وهو تشويه، أي تغيير في شكل الموجة، يحدث عندما لا توجد استجابة طور (أ) المرشح للتيار المتردد ليست خطية على مدى التردد المعني أي أن إنزياح الطور الذي أدخلته دائرة أو جهاز لا يتناسب طرديًا مع التردد، أو في الطور (ب) عندما لا يكون اعتراض التردد الصفري لخاصية تردد الطور صفراً أو مضاعفاً لا يتجزأ من 2π راديان.

## سماع تشويه الطور
يمكن أن تكون علاقات الاطوار المتغيرة مسموعة كليًا، دون ان تغيير السعات، ولكن درجة سماع نوع تحولات الطور المتوقعة من أنظمة الصوت النموذجية تظل موضع نقاش.